# Douglas Ganton
Douglas „Doug“ Ganton ist ein Tontechniker.

## Leben
Ganton begann seine Karriere Mitte der 1970er Jahre und hatte sein Spielfilmdebüt 1975 mit der kanadischen Produktion Lions for Breakfast. Es folgten zahlreiche weitere kanadische Film- und Fernsehproduktionen. Zwischen 1981 und 1996 war er vier Mal für den Genie Award nominiert. Zudem war er 1988 und 2003 für den Gemini Award nominiert, den er 2003 gewinnen konnte.
1995 war er für Legenden der Leidenschaft gemeinsam mit Paul Massey, David E. Campbell und Chris David für den Oscar in der Kategorie Bester Ton nominiert, die Auszeichnung ging in diesem Jahr jedoch an Jan de Bonts Actionfilm Speed. In der Folge war er an einigen großen Hollywoodproduktionen beteiligt, darunter James Camerons Titanic.
Ganton zog sich 2009 aus dem Filmgeschäft zurück, seine letzte Arbeit war der Horrorfilm Walled In.

## Filmografie (Auswahl)
- 1977: Ausgeflippt (Outrageous!)
- 1989: Millennium – Die 4. Dimension (Millennium)
- 1992: Die Herbstzeitlosen (Used People)
- 1994: Legenden der Leidenschaft (Legends of the Fall)
- 1995: Vernetzt – Johnny Mnemonic (Johnny Mnemonic)
- 1996: Amy und die Wildgänse (Fly Away Home)
- 1997: Titanic
- 2000: Frequency
- 2001: Knockaround Guys
- 2003: Wie werde ich ihn los – in 10 Tagen? (How to Lose a Guy in 10 Days)
- 2004: Ein Zuhause am Ende der Welt (A Home at the End of the World)
- 2007: Dead Silence
- 2009: Walled In

## Auszeichnungen (Auswahl)
- 1995: Oscar-Nominierung in der Kategorie Bester Ton für Legenden der Leidenschaft